# Viettesia griseovariegata
Viettesia griseovariegata är en fjärilsart som beskrevs av De Toulgoët 1954. Viettesia griseovariegata ingår i släktet Viettesia och familjen björnspinnare. Inga underarter finns listade i Catalogue of Life.